# Vědecký konsenzus o změně klimatu

Pozorované globální oteplování: Údaje o globální průměrné teplotě od různých vědeckých organizací vykazují značnou shodu, pokud jde o průběh a rozsah globálního oteplování: párové korelace pro dlouhodobé soubory dat (1850+ a 1880+) přesahují 99,1 %.

V současné době existuje silný vědecký konsenzus, že Země se otepluje a že toto oteplování je způsobeno hlavně lidskou činností. Tento konsenzus je podporován různými studiemi názorů vědců a stanovisky vědeckých organizací, z nichž mnohé výslovně souhlasí se syntetickými zprávami Mezivládního panelu pro změnu klimatu (IPCC).
Téměř všichni publikující vědci v klimatologii (97–98 %) podporují shodu na antropogenních příčinách současné klimatické změny, zatímco zbývající 3 % studií, které antropogenní příčiny nepotvrzují, buď nelze replikovat, nebo obsahují chyby. Studie z listopadu 2019, která hodnotila 11 602 recenzovaných článků, ukázala nárůst konsenzu mezi klimatology na 100 %.

## Body shody
Současná vědecká shoda je na následujících faktech:
- Klima Země se od konce 18. století výrazně oteplilo.[pozn. 3]
- Primární příčinou oteplení jsou lidské činnosti (především emise skleníkových plynů).
- Pokračující emise skleníkových plynů zvýší pravděpodobnost a závažnost globálních účinků.
- Lidé a národy mohou jednat jednotlivě a společně, aby zpomalily tempo globálního oteplování a zároveň se připravovaly na nevyhnutelné změny klimatu a jejich důsledky.

Bylo provedeno několik studií konsensu. Mezi nejcitovanější patří studie z roku 2013 která zkoumala téměř 12 000 abstraktů recenzovaných článků o klimatických vědách publikovaných od roku 1990, z nichž více než 4 000 abstraktů vyjádřilo přímo názor na příčinu současného globálního oteplování. Celkem 97 % z nich výslovně nebo implicitně souhlasí s tím, že globální oteplování se děje a je způsobeno člověkem. Je „velmi pravděpodobné“ že toto oteplování vyplývá z „lidských činností, zejména emisemi skleníkových plynů “ do atmosféry. Samotná přirozená změna by měla spíše mírný chladicí účinek a ne oteplující.
Toto vědecké stanovisko je vyjádřeno v systematických přehledných zprávách, je též vyjádřeno vědeckými orgány národního nebo mezinárodního postavení a také shodu ukazují průzkumy názorů mezi vědci v oblasti klimatu. Jednotliví vědci, univerzity a laboratoře přispívají k celkovému vědeckému stanovisku prostřednictvím svých recenzovaných publikací a v těchto respektovaných zprávách a průzkumech jsou shrnuty oblasti kolektivní shody a relativní jistoty. Pátá hodnotící zpráva IPCC (AR5) byla dokončena v roce 2014. Její závěry říkají:
- Oteplování klimatického systému je jednoznačné a od padesátých let je mnoho pozorovaných změn bezprecedentní po celá desetiletí až tisíciletí.[17]
- Atmosférické koncentrace oxidu uhličitého, metanu a oxidu dusného se zvýšily na úroveň, která nebyla v posledních 800 000 letech bezprecedentní.[18]
- Lidský vliv na klimatický systém je jasný.[19] Je nesmírně pravděpodobné (95–100% pravděpodobnost),[17] že mezi lety 1951–2010 byl dominantní příčinou globálního oteplování lidský vliv.
- Zvyšující se rozsah [globálního] oteplování zvyšuje pravděpodobnost závažných, všudypřítomných a nevratných dopadů.[20]
- Prvním krokem k přizpůsobení se budoucím změnám klimatu je snížení zranitelnosti a expozice současné proměnlivosti klimatu.[21]
- Celková rizika dopadů změny klimatu lze snížit omezením míry a rozsahu změny klimatu.
- Pokud nebudou přijata nová opatření na zmírnění změny klimatu, naznačují projekce zvýšení průměrné globální teploty v roce 2100 z 3,7 na 4,8 °C, relativní k předindustriálním úrovním (střední hodnoty; rozsah je 2,5 až 7,8 °C pokud zahrneme i klimatické nejistoty).[22]
- Současná trajektorie globálních emisí skleníkových plynů není v souladu s omezením globálního oteplování pod 1,5 nebo 2 °C ve srovnání s úrovněmi před industrializací.[23] Sliby učiněné v rámci dohod z Cancúnu jsou obecně v souladu s nákladově efektivními scénáři, které dávají „pravděpodobnou“ šanci (pravděpodobnost 66–100%) na omezení globálního oteplování (v roce 2100) pod 3 °C, relativní k předindustriálním úrovním.[24]

Oteplující účinek skleníkových plynů v atmosféře se v posledních několika desetiletích podstatně zvýšil. V roce 2017 činil AGGI 1,42, což představuje nárůst o více než 40 % od roku 1990.

Národní a mezinárodní vědecké akademie a učené společnosti vyhodnotily současné vědecké stanovisko o globálním oteplování. Tato hodnocení jsou obecně v souladu se závěry Mezivládního panelu pro změnu klimatu.
Některé vědecké orgány doporučily vládám konkrétní opatření a věda může hrát roli při informování o účinné reakci na změnu klimatu. Politická rozhodnutí však mohou vyžadovat rozhodnutí o hodnotách, která nejsou zahrnuta ve vědeckém stanovisku.
Žádný vědecký subjekt s národním nebo mezinárodním statusem nevydal formální stanovisko nesouhlasící s některým z těchto hlavních bodů. Posledním národním nebo mezinárodním vědeckým orgánem, který přestal nesouhlasit, byla Americká asociace ropných geologů, která v roce 2007 aktualizovala své vyhýbavé stanovisko.

## Souhrnné zprávy
Souhrnné zprávy jsou hodnocení vědecké literatury, která shromažďuje výsledky řady samostatných studií za účelem dosažení široké úrovně porozumění nebo popisu stavu znalostí daného předmětu.

### Mezivládní panel pro změnu klimatu (IPCC) 2014
Pátá hodnotící zpráva IPCC měla stejný obecný formát jako čtvrtá hodnotící zpráva, se třemi zprávami pracovních skupin a souhrnnou zprávou. Zpráva pracovní skupiny I (WG1) byla zveřejněna v září 2013. Shrnutí zprávy pro tvůrce politik uvádí, že oteplování klimatického systému je „jednoznačné“ se změnami, které v průběhu desetiletí až tisíciletí nebývaly, včetně oteplování atmosféry a oceánů, ztráty sněhu a ledu a zvýšení hladiny moře. Emise skleníkových plynů, způsobené převážně ekonomickým a populačním růstem, vedly ke koncentracím skleníkových plynů, které jsou v posledních 800 000 letech bezprecedentní. Tyto, spolu s dalšími antropogenními faktory, jsou „velmi pravděpodobné“ dominantní příčinou pozorovaného globálního oteplování od poloviny 20. století.
Pokračující emise skleníkových plynů způsobí další oteplování a dlouhodobé změny ve všech složkách klimatického systému, čímž se zvýší pravděpodobnost vážných, všudypřítomných a nevratných dopadů na lidi a ekosystémy. Omezení změny klimatu by vyžadovalo podstatné a trvalé snížení emisí skleníkových plynů, které spolu s přizpůsobením mohou omezit rizika změny klimatu…

### Mezivládní panel pro změnu klimatu (IPCC) 2007
V únoru 2007 vydal IPCC shrnutí čtvrté hodnotící zprávy. Podle tohoto shrnutí Čtvrtá hodnotící zpráva zjistila, že lidská činnost je „velmi pravděpodobnou“ příčinou globálního oteplování, což znamená 90% nebo větší pravděpodobnost. Globální oteplování bylo v tomto případě indikováno zvýšením průměrných globálních teplot za posledních 100 let o 0,75 stupně.
Čtvrtá hodnotící zpráva IPCC uvádí, že:
- Oteplování klimatického systému je jednoznačné, o čemž svědčí nárůst průměrných globálních teplot vzduchu a oceánů, rozšířené tání sněhu a ledu a rostoucí celosvětová průměrná hladina moře.[31]
- Většina globálního oteplování od poloviny 20. století je velmi pravděpodobně způsobena lidskými aktivitami.

- Přínosy a náklady spojené se změnou klimatu pro [lidskou] společnost se budou značně lišit podle místa a rozsahu.[32]

Některé z účinků v mírných a polárních oblastech budou pozitivní ale jiné v jiných oblastech budou negativní. Celkově lze říci, že čisté účinky budou s větším nebo rychlejším oteplováním pravděpodobně silně negativní.
- Řada zveřejněných důkazů naznačuje, že čisté náklady na škody spojené se změnou klimatu budou pravděpodobně významné a časem se budou zvyšovat.[32]
- Odolnost mnoha ekosystémů bude pravděpodobně překonána toto století bezprecedentní kombinací změny klimatu, souvisejících poruch (např. záplavy, sucho, požár, hmyz, okyselení oceánů) a dalších faktorů globálních změn (např. změny ve využívání půdy, znečištění, fragmentace přírodních systémů, nadměrné využívání zdrojů).[31]

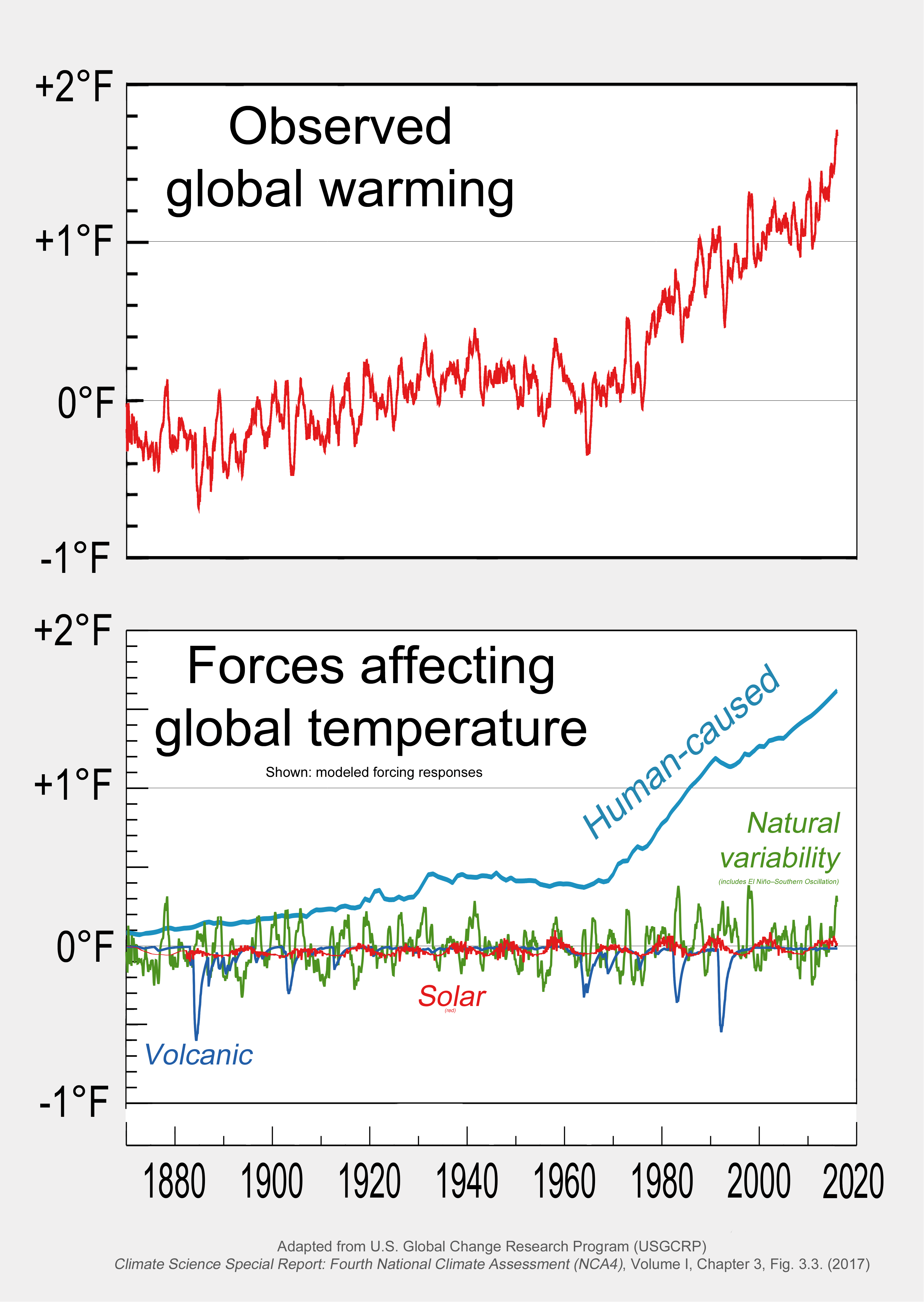
Čtvrté národní hodnocení klimatu („NCA4“, USA, 2017) obsahuje grafy ilustrující, jak jsou hlavní faktory pozorovaného globálního oteplování lidské faktory, zejména akumulace v atmosféře skleníkových plynů

## Opatření
Ve vědecké literatuře probíhá rozsáhlá diskuse o tom, jaká opatření by mohla být účinná v reakci na změnu klimatu. Některé vědecké subjekty doporučily vládám konkrétní opatření (viz níže). Při navrhování účinných reakcí na změnu klimatu mohou hrát roli přírodní a sociální vědy. Politická rozhodnutí však mohou vyžadovat hodnocení.
Tento článek se většinou zaměřuje na názory přírodovědců. Sociologové, odborníci v medicíně, inženýři a filozofové však také komentovali vědu a politiku v oblasti změny klimatu. Politika v oblasti změny klimatu je diskutována v několika článcích: zmírňování změny klimatu, přizpůsobení se změně klimatu, klimatické inženýrství, politika globálního oteplování, etika klimatu a ekonomika globálního oteplování.

## Vyjádření vědeckých organizací národního nebo mezinárodního postavení
Toto je seznam vědeckých subjektů národního nebo mezinárodního postavení, které vydaly formální stanoviska, klasifikují tyto organizace podle toho, zda se shodují s názorem IPCC, zaujaly neutrální stanovisko, nebo se vyjádřily nesouhlasně. Na webových stránkách úřadu guvernéra Kalifornie je uvedeno téměř 200 vědeckých organizací na celém světě, které zastávají názor, že změna klimatu byla způsobena lidskou činností.

### Souhlasná stanoviska

#### Akademie věd (všeobecné vědy)
Od roku 2001 vydalo 34 národních vědeckých akademií, tři regionální akademie a mezinárodní rada InterAcademy a Mezinárodní rada akademií inženýrských a technologických věd prohlášení, které potvrzuje člověkem způsobené globální oteplování a naléhají na národy, aby snížily emise skleníkových plynů. K 34 národním vědeckým akademiím patří 33, které v roce 2007 podepsaly společná prohlášení o vědeckých akademiích a jedno individuální prohlášení Polské akademie věd .

##### Společná prohlášení národních akademií věd
- 2001 Po vydání Třetí hodnotící zprávy IPCC vydalo sedmnáct národních akademií společné stanovisko „Věda klimatické změn“, které explicitně potvrzovalo pozici IPCC jako reprezentanta vědecké shody v klimatologii. Prohlášení, vydané v úvodníku v časopisu Science 18. května 2001, bylo podepsáno zástupci akademií věd Austrálie, Belgie, Brazílie, Kanady, Karibiku, Číny, Francie, Německa, Indie, Indonésie, Irska, Itálie, Malajsie, Nového Zélandu, Švédska, Turecka a Spojeného království.[39]

- 2005 Národní vědecké akademie států G8, plus Brazílie, Číny a Indie, tři největší producentů skleníkových plynů v rozvojovém světě, podepsaly prohlášení o globální reakci na změnu klimatu. Prohlášení zdůrazňuje, že vědecké chápání změny klimatu je nyní dostatečně jasné, aby odůvodnilo potřebu okamžitých opatření, a výslovně podporuje konsenzus IPCC. Jedenácti signatáři byly vědecké akademie v Brazílii, Kanadě, Číně, Francii, Německu, Indii, Itálii, Japonsku, Rusku, Velké Británii a Spojených státech.[40]

- 2007 V rámci přípravy na 33. summit G8 vydaly národní vědecké akademie států G8+5 prohlášení odkazující na stanovisko společného prohlášení akademických akademií z roku 2005 a potvrzující jejich předchozí závěry. V návaznosti na Čtvrtou hodnotící zprávu IPCC se v prohlášení uvádí: „Je jasné, že se mění klima, a je velmi pravděpodobné, že je to způsobeno zejména rostoucím zásahem člověka do atmosféry. Tyto změny promění životní prostředí podmínky na Zemi, pokud nebudou přijata protiopatření." Třinácti signatáři byly národní vědecké akademie v Brazílii, Kanadě, Číně, Francii, Německu, Itálii, Indii, Japonsku, Mexiku, Rusku, Jižní Africe, Velké Británii a Spojených států.[41]

- 2008 V rámci přípravy na 34. summit G8 vydaly národní akademie věd zemí G8+5 prohlášení, ve kterém znovu potvrdily postoj společného prohlášení akademických akademií z roku 2005 a znovu potvrdily, že „ke změně klimatu dochází a že antropogenní oteplování ovlivňuje mnoho fyzických věcí a biologické systémy“. Prohlášení mimo jiné vyzývá všechny státy, aby „přijaly vhodná hospodářská a politická opatření k urychlení přechodu na nízkouhlíkovou společnost a povzbuzovaly a prováděly změny v chování jednotlivců a států“. Třináct ze signatářů byly stejné národní vědecké akademie, které vydaly společné prohlášení v roce 2007.[42]

- 2009 Před jednáními UNFCCC, která se konala v Kodani v prosinci 2009, vydaly národní akademie věd zemí G8+5 společné prohlášení, v němž prohlásily: „Změna klimatu a udržitelné zásobování energií jsou zásadní výzvy pro budoucnost lidstva. Je nezbytné, aby se světoví vůdci shodli na snížení emisí potřebných k boji proti negativním důsledkům antropogenní změny klimatu.“ Prohlášení odkazuje na Čtvrtou hodnotící zprávu IPCC z roku 2007 a tvrdí, že „změna klimatu se děje ještě rychleji, než se původně předpokládalo; globální emise CO2 od roku 2000 byly vyšší než dokonce nejvyšší předpovědi, arktický mořský led tál mnohem rychleji, než se předpokládalo, a nárůst hladiny moře byl také rychlejší.“ Třináct signatářů byly stejné národní vědecké akademie, které vydaly společná prohlášení za roky 2007 a 2008.[36]

##### Polská akademie věd
V prosinci 2007 vydalo Valné shromáždění Polské akademie věd (Polska Akademia Nauk), která nebyla signatářem společných prohlášení národní vědecké akademie, prohlášení potvrzující závěry IPCC a říká „
Problémy globálního oteplování, změny klimatu a jejich různé negativní dopady na lidský život a na fungování celých společností jsou jednou z nejdramatičtějších výzev moderní doby. Valné shromáždění PAS vyzývá národní vědecké komunity a národní vládu, aby aktivně podporovaly účast Polska v tomto důležitém úsilí.

##### Další prohlášení národních vědeckých akademií a společností
- Americká asociace pro rozvoj vědy (American Association for the Advancement of Science – AAAS) – největší světová vědecká společnost přijala v roce 2006 oficiální prohlášení o změně klimatu.[44]
- Federace australských vědeckých a technologických společností (FASTS) zveřejnila v roce 2008 prohlášení FASTS o změně klimatu.[45]
- Národní rada pro výzkum Spojených států prostřednictvím Výboru pro vědu o změně klimatu v roce 2001, zveřejnila prohlášení „Věda o změně klimatu: analýza některých klíčových otázek.“ [63] Tato zpráva výslovně podporuje názor IPCC o příčinách současných změn klimatu.[46]
- Královská společnost Nového Zélandu, vydala v roce 2001 první společné prohlášení vědecké akademie, a v roce 2008 vydala samostatné prohlášení s cílem objasnit „diskusi o změně klimatu a jejích příčinách a možné záměny mezi veřejností“.[47]
- Královská společnost Spojeného království vydala své stanovisko ke změně klimatu v roce 2009.[48]

##### Mezinárodní vědecké akademie
- Africká akademie věd v roce 2007 byla signatářem „prohlášení o udržitelnosti, energetické účinnosti a změně klimatu“. Toto společné prohlášení afrických vědeckých akademií bylo vytvořeno prostřednictvím sítě afrických vědeckých akademií. Jejím stanoveným cílem bylo „zprostředkovat informace a urychlit akci při příležitosti summitu G8 v německém Heiligendammu v červnu 2007“.[49]
- Evropská nadace pro vědu (European Science Foundation) vydala na téma klimatické změny stanovisko v roce 2007.[50]
- Rada InterAcademy (InterAcademy Concil) – jako zástupce světových vědeckých a inženýrských akademií[51] vydala v roce 2007 zprávu nazvanou Osvětlení cesty: Směrem k udržitelné energetické budoucnosti.[52]

#### Další vědecké organizace
- Americká geofyzikální unie (AGU) přijala prohlášení o změně klimatu a skleníkových plynech v roce 1998. Nové prohlášení přijaté společností v roce 2003, revidované v roce 2007, revidované a rozšířené v letech 2012 a 2013 a doplněná v roce 2019 [53] potvrzuje, že zvyšující se hladiny skleníkových plynů způsobily a budou i nadále způsobovat oteplování globální povrchové teploty.[54]

- Americká společnost agronomie (ASA), Crop Science Society of America (CSSA) a Soil Science Society of America (SSSA) vydali v květnu 2011 společné prohlášení o změně klimatu, pokud jde o zemědělství.[55]

- Evropská federace geologů (EFG) vydala v roce 2008 pracovní dokument Zachytávání uhlíku a geologické úložiště.[56]

- Evropská unie věd o Zemi (EGU): V roce 2005 vydaly Divize atmosférických a klimatických věd Evropské geovědní unie (EGU) stanovisko k podpoře prohlášení společných vědeckých akademií o globální reakci na změnu klimatu. Prohlášení odkazuje na Mezivládní panel pro změnu klimatu (IPCC) jako „hlavní představitel světové vědecké komunity“.[57] Kromě toho v roce 2008 vydala EGU prohlášení o poloze okyselení oceánu.[58] A v roce 2018 vydal EGU prohlášení shodující se se závěry Zvláštní zprávy o globálním oteplování o teplotě 1,5 °C.[59]

- Londýnská geologická společnost – V listopadu 2010 vydala londýnská geologická společnost prohlášení o změně klimatu: změna klimatu: důkaz z geologického záznamu.[60]

- Mezinárodní unie pro geodézii a geofyziku – V červenci 2007 přijala Mezinárodní unie geodézie a geofyziky (IUGG) usnesení nazvané „Naléhavost řešení změny klimatu“. IUGG se v něm shoduje s „komplexními a široce přijímanými a schválenými vědeckými hodnoceními prováděnými Mezivládním panelem pro změnu klimatu a regionálními a národními orgány, které na základě vědeckých důkazů pevně stanovily, že lidské činnosti jsou primární příčina nedávné změny klimatu“.[61]

- Americká meteorologická společnost – Rada American Meteorological Society (AMS) přijala prohlášení ke změně klimatu v roce 2012, aktualizovaná verze tohoto prohlášení je z roku 2019.[62]

- Kanadská nadace pro klimatické a atmosférické vědy – V listopadu 2005 vydala Kanadská nadace pro klimatické a atmosférické vědy (CFCAS) dopis kanadskému premiérovi.[63]

- Světová meteorologická organizace – Ve svém prohlášení na dvanáctém zasedání konference smluvních stran Rámcové úmluvy OSN o změně klimatu předložené dne 15. listopadu 2006 Světová meteorologická organizace (WMO) potvrzuje potřebu „ předcházet nebezpečným antropogenním zásahům do klimatického systému“.[64]

- Americký ústav biologických věd . V říjnu 2009 představitelé 18 amerických vědeckých společností a organizací zaslali Senátu Spojených států otevřený dopis, v němž znovu potvrdili vědecký konsenzus o tom, že ke změně klimatu dochází a je způsobena především lidskou činností. Americký ústav biologických věd (AIBS) přijal tento dopis jako své oficiální prohlášení.[65]

- Světová federace asociací veřejného zdraví.[66]
- Světová zdravotnická organizace.[67]

Obdobná stanoviska vydala i řada jiných dalších vědeckých organizací a asociací.

### Nesouhlasná stanoviska
Od roku 2007, kdy Americká asociace ropných geologů vydala revidované prohlášení žádný národní ani mezinárodní vědecký orgán již neodmítá zjištění dopadů člověka na změnu klimatu.

## Průzkumy vědců a vědecké literatury

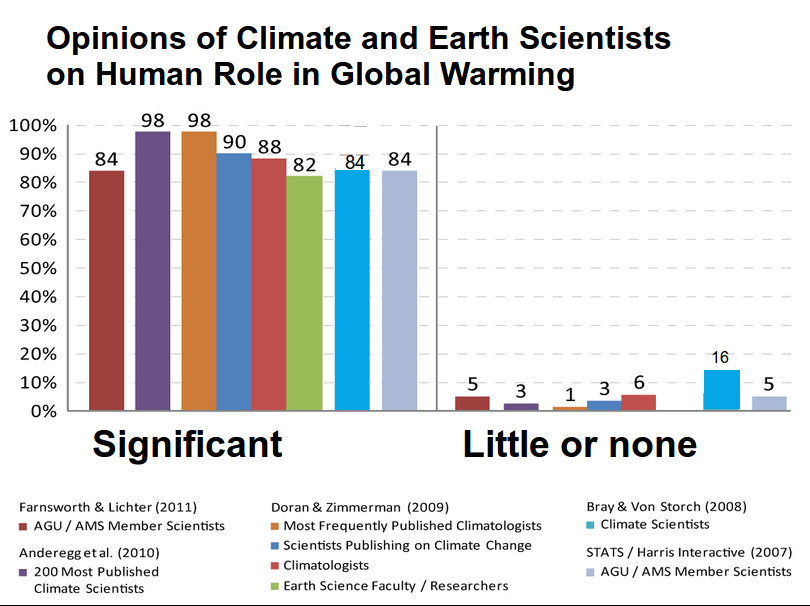
Shrnutí názorů vědců na klima a Zemi na změnu klimatu. Kliknutím zobrazíte podrobnější přehled zdrojů.

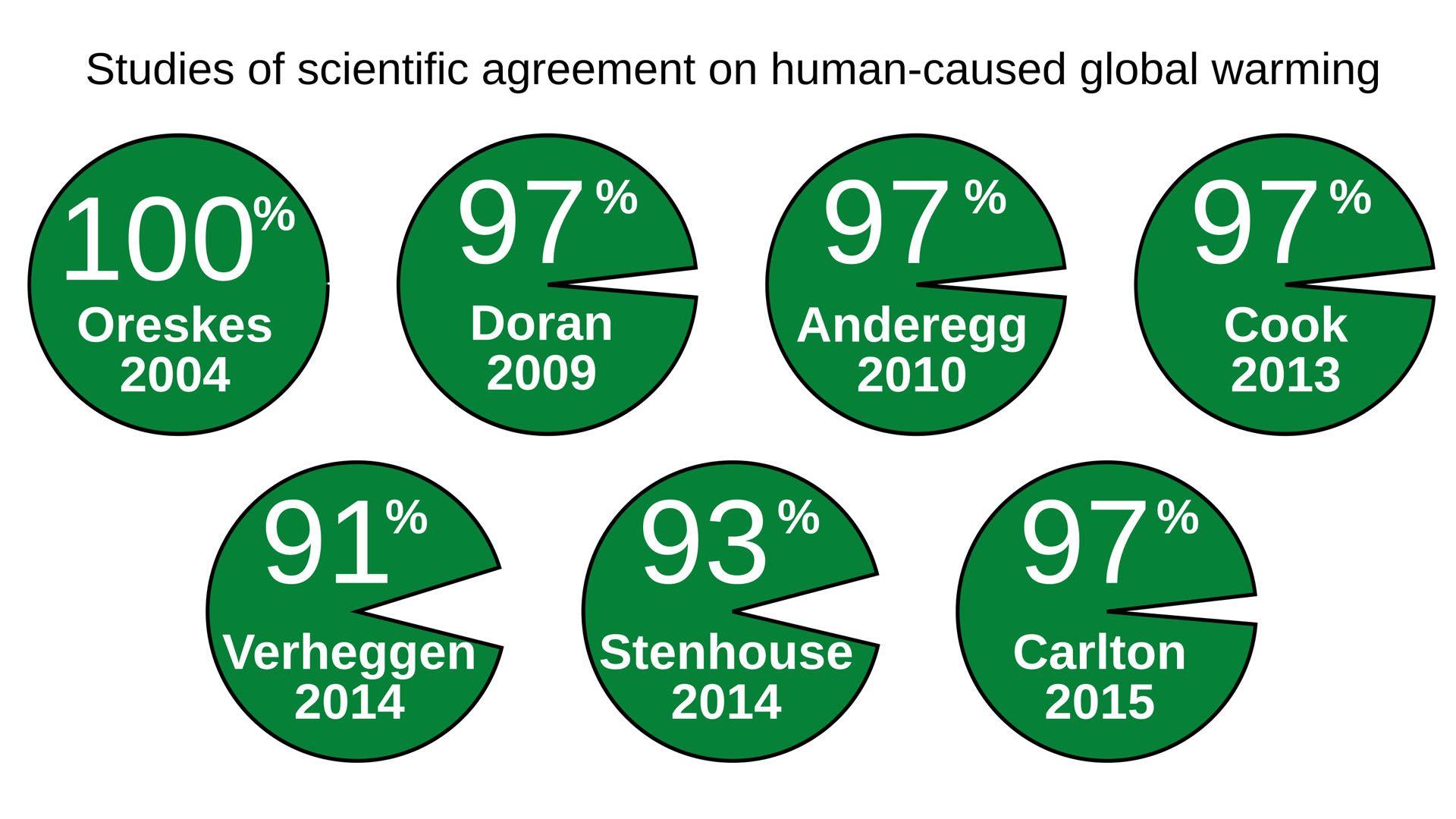
Sedm dokumentů o lidském globálním oteplování, od roku 2004–2015, Naomi Oreskes, Peter Doran, William Anderegg, Bart Verheggen, Neil Stenhouse, J. Stuart Carlton, a John Cook.

Byly provedeny různé průzkumy za účelem vyhodnocení vědeckého názoru na globální oteplování. Došli k závěru, že většina vědců podporuje myšlenku antropogenní změny klimatu.
V roce 2004 shrnul geoložka a historička vědy Naomi Oreskes vědeckou literaturu o změně klimatu. Analyzovala 928 abstraktů článků uvedeny v recenzovaných vědeckých časopisech v letech 1993 a 2003 a dospěla k závěru, že existuje vědecký konsensus o realitě antropogenní klimatické změny.
Oreskes rozdělila abstrakty do šesti kategorií: explicitní schválení pozice konsensu, vyhodnocení dopadů, návrhy na zmírnění, metody, paleoklimatická analýza a odmítnutí pozice konsensu. Sedmdesát pět procent abstraktů bylo zařazeno do prvních tří kategorií (buď výslovně nebo implicitně akceptující názor konsensu); 25 % se zabývalo metodami nebo paleoklimatem, takže nezaujímalo žádné stanovisko k současné antropogenní změně klimatu. Žádný z abstraktů nesouhlasil s negativním postojem ke konsensu. Podle zprávy „autoři, kteří hodnotí dopady, vyvíjejí metody nebo studují paleoklimatické změny, mohou věřit, že současná změna klimatu je přirozená. Žádný z těchto dokumentů však takové tvrzení neuváděl.“
V roce 2007 provedla společnost Harris Interactive průzkum mezi 489 náhodně vybranými členy Americké meteorologické společnosti a Americké geofyzikální unie pro Statistical Assessment Service na Univerzitě George Masona. 97 % dotázaných vědců souhlasilo s tím, že globální teploty se za posledních 100 let zvýšily; 84 % uvedlo, že se osobně domnívají, že dochází k oteplování způsobenému člověkem, a 74 % souhlasilo s tím, že „v současnosti dostupné vědecké důkazy“ zdůvodňují jeho výskyt. Katastrofické účinky za 50–100 let budou pravděpodobně pozorovány podle 41 %, zatímco 44 % si myslilo, že by účinky byly mírné a asi 13 procent vidělo relativně malé nebezpečí. 5 % uvedlo, že si myslí, že lidská činnost nepřispěla k oteplování skleníkových plynů.

Průzkum, který provedli Peter Doran a Maggie Kendall Zimmerman z University of Illinois v Chicagu, obdržel odpovědi od 3 146 z 10 257 badatelů v oboru věd o Zemi. Výsledky byly analyzovány globálně a podle specializace. 76 z 79 klimatologů, kteří „uvedli klimatologii jako oblast své působnosti a kteří také publikovali více než 50 % svých nedávných recenzovaných prací na téma změny klimatu“, věřili, že průměrné globální teploty vzrostly oproti úrovni před rokem 1800. Sedmdesát pět ze 77 věřilo, že lidská aktivita je významným faktorem při změně průměrných globálních teplot. Ze všech respondentů 90 % souhlasilo s tím, že teploty vzrostly ve srovnání s úrovněmi před rokem 1800 a 82 % souhlasilo s tím, že lidé významně ovlivňují globální teplotu. Ekonomičtí geologové a meteorologové byli mezi největšími pochybujícími, s pouze 47 procenty, respektive 64 procenty, kteří věřili v významné lidské zapojení. Autoři shrnuli zjištění: 

Vypadá to, že debata o realitě globálního oteplování a o roli, kterou hraje lidská činnost, téměř neexistuje mezi těmi, kdo rozumějí nuancím a vědecké podstatě dlouhodobých klimatických procesů. 
Dokument z roku 2010 ve sborníku Národní akademie věd Spojených států (PNAS) přezkoumal údaje o publikacích a citacích pro 1 372 výzkumných pracovníků v oblasti klimatu a vyvodil tyto dva závěry: 
i) 97–98 % takových badatelů, kteří v tomto oboru nejaktivněji publikují, podporuje principy ACC (Anthropogenic Climate Change, antropogenní změna klimatu) popsané Mezivládním panelem pro změnu klimatu, a

(ii) relativní znalost o klimatu a vědecká významnost badatelů nepřesvědčených o ACC je podstatně pod tou, kterou mají přesvědčení badatelé. 
Příspěvek z roku 2013 v Environmental Research Letters zhodnotil 11 944 abstraktů vědeckých článků odpovídajících „globálnímu oteplování“ nebo „globální změně klimatu“. Zjistili 4 014, které diskutovaly o příčině nedávného globálního oteplování, a z toho „97,1 % podpořilo konsenzuální postoj, že lidé způsobují globální oteplování“. (V témže časopise práci r. 2016 kritizoval Richard Tol  a obměněný kolektiv původních autorů námitky v témže čísle vyvrátil.)
Analýza publikovaného výzkumu globálního oteplování a změny klimatu mezi lety 1991 a 2012 provedená v roce 2012 zjistila, že z 13 950 článků v recenzovaných časopisech pouze 24 odmítlo antropogenní globální oteplování. Následná analýza, která se zabývala 2 258 recenzovanými články o klimatu s 9 136 autory zveřejněnými v období od listopadu 2012 do prosince 2013, odhalila, že pouze jeden z 9 136 autorů odmítl antropogenní globální oteplování. Ve svém příspěvku na toto téma z roku 2015, který se zabýval 24 210 články publikovanými 69 406 autory v letech 2013 a 2014, bylo nalezeno pouze pět článků čtyř autorů, kteří odmítají antropogenní globální oteplování. Více než 99,99% vědců v oblasti klimatu neodmítlo AGW ve svém recenzovaném výzkumu.

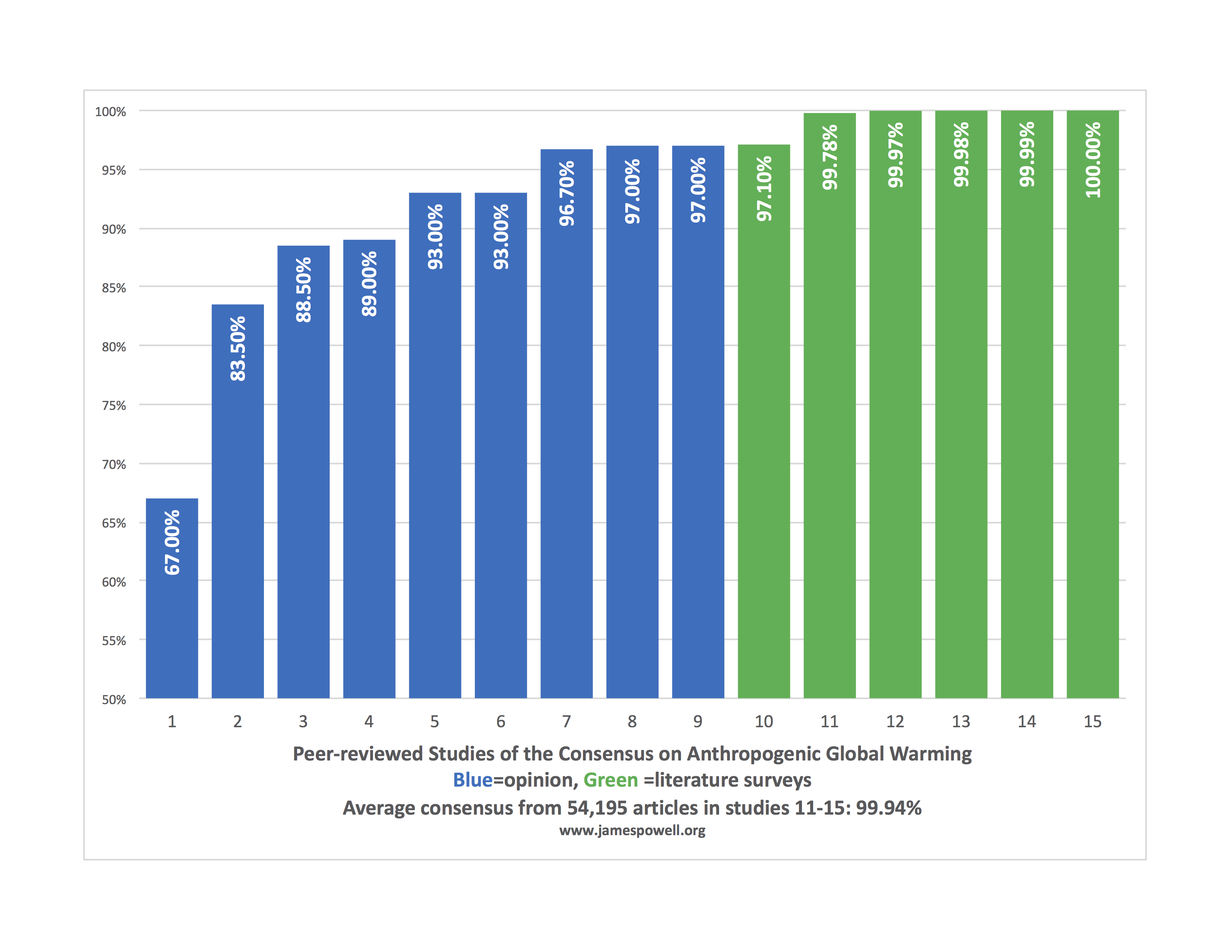
Studie konsensu o antropogenním globálním oteplování.

James Lawrence Powell v r. 2017 uvedl, že pokud je použito jako kritérium konsenzu odmítnutí antropogenních příčin změny klimatu, tak spojením pěti průzkumů recenzovaných vědeckých článků v oboru, zkoumajících publikace od roku 1991 do roku 2015 – celkem 54 195 článků – ukazuje konsenzus 99,94%.
Jeho průzkum názvů více než 11 600 recenzovaných článků zveřejněných v prvních sedmi měsících roku 2019 v listopadu 2019 ukázal, že konsenzus dosáhl 100 %.

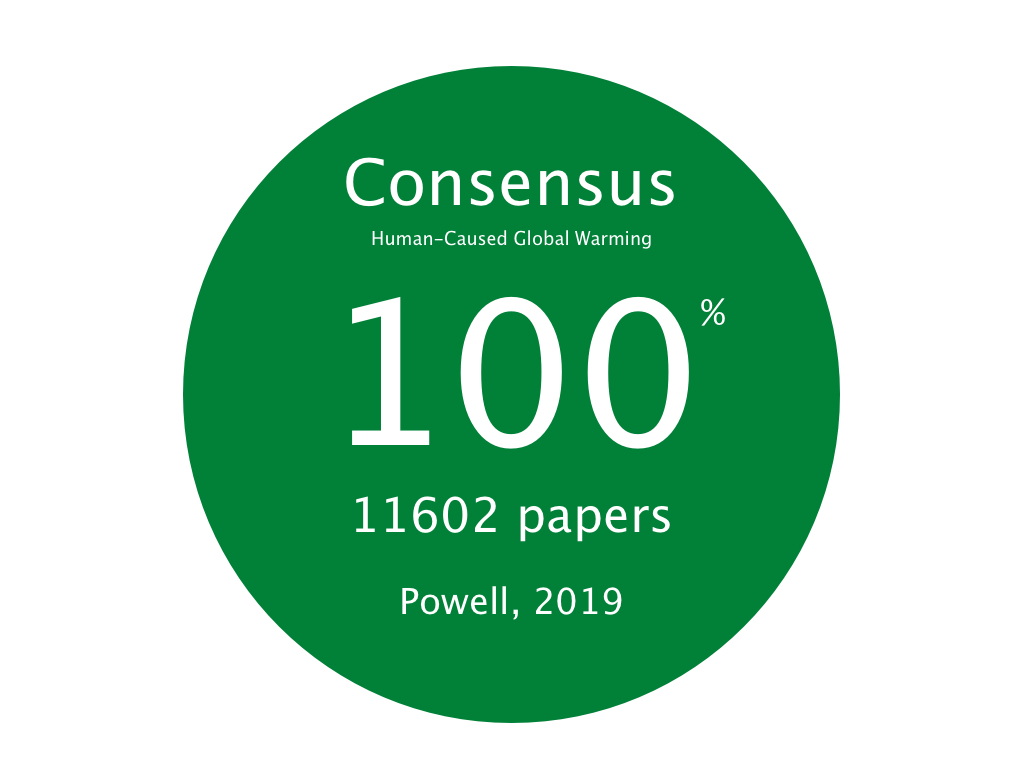
Vědci (podle názvů jejich vědeckých článků v roce 2019) jednomyslně souhlasí s tím, že globální oteplování způsobené člověkem je pravda.

## Existence vědeckého konsensu
Ve všeobecné diskusi často vyvstává otázka, zda existuje vědecký konsenzus o změně klimatu. Několik vědeckých organizací ve svých prohlášeních výslovně použilo termín „konsenzus“:
- Americká asociace pro rozvoj vědy, 2006: „Závěry v tomto prohlášení odrážejí vědecký konsenzus představovaný například Mezivládním panelem pro změnu klimatu a prohlášením společných národních akademií.“[44]
- Americká národní akademie věd : „Podle úsudku většiny vědců v oblasti klimatu bylo oteplování Země v posledních desetiletích způsobeno především lidskou činností, která zvýšila množství skleníkových plynů v atmosféře.   . . . Co se týče změny klimatu, [zprávy národních akademií] posoudily konsenzuální poznatky o vědě   . . . “ [87]
- Prohlášení Společných vědeckých akademií, 2005: „Uznáváme mezinárodní vědecký konsenzus Mezivládního panelu pro změnu klimatu (IPCC).“ [88]
- Prohlášení Společných vědeckých akademií, 2001: „Práce Mezivládního panelu pro změnu klimatu (IPCC) představuje konsenzus mezinárodní vědecké komunity v oblasti vědy o změně klimatu. Uznáváme IPCC jako nejspolehlivější zdroj informací o změně klimatu a jeho příčinách na světě a schvalujeme její způsob, jak tohoto konsensu dosáhnout. “ [89]
- American Meteorological Society, 2003: „Povaha vědy je taková, že mezi vědci existuje jen zřídka úplná shoda. Jednotlivá vědecká prohlášení a práce - platnost některých z nich je třeba ještě přiměřeně posoudit - mohou být využity v politické debatě a mohou vyvolat dojem, že vědecká komunita je ostře rozdělena na otázky, kde ve skutečnosti existuje silná vědecká shoda... Hodnotící zprávy IPCC jsou připravovány přibližně v pětiletých intervalech velkou mezinárodní skupinou odborníků, kteří představují širokou škálu odborných znalostí a perspektiv souvisejících s danou problematikou. Zprávy se snaží odrážet konsensuální hodnocení výsledků celého souboru peer-review výzkumu... Poskytují analýzu toho, co je známé a neznámé, míru konsensu a některé náznaky míry důvěry, kterou lze umístit do různých prohlášení a závěrů.“ [90]
- Síť afrických vědeckých akademií : „V současné světové vědecké komunitě existuje konsenzus, že lidské činnosti jsou hlavním zdrojem změny klimatu a že spalování fosilních paliv je do velké míry zodpovědné za tuto změnu.“ [91]